# Вотерфорд (Висконсин)
Вотерфорд (енгл. Waterford) град је у америчкој савезној држави Висконсин.

## Демографија
По попису из 2010. године број становника је 5.368, што је 1.32 (32,6%) становника више него 2000. године.
| Група             | 2000.         | 2010.         |
| Белци             | 3.915 (96,7%) | 5.104 (95,1%) |
| Афроамериканци    | 11 (0,3%)     | 24 (0,4%)     |
| Азијати           | 8 (0,2%)      | 37 (0,7%)     |
| Хиспаноамериканци | 76 (1,9%)     | 159 (3,0%)    |
| Укупно            | 4.048         | 5.368         |